# Косторная, Алёна Сергеевна
Алёна Серге́евна Косторна́я (род. 24 августа 2003, Москва) — российская фигуристка, выступающая в одиночном катании (в 2023 году участвовала в соревнованиях в парном катании). Чемпионка Европы (2020), победительница финала Гран-при сезона 2019/2020, серебряный (2020) и двукратный бронзовый (2018, 2019) призёр чемпионатов России. На юниорском уровне — серебряный призёр чемпионата мира среди юниоров (2018), победительница (2018) и серебряный призёр (2017) финала юниорского Гран-при.
Мастер спорта России международного класса (2020).
В 2019 году на своём первом международном старте на взрослом уровне CS Finlandia Trophy в произвольной программе исполнила два тройных акселя, став десятой женщиной, успешно исполняющей этот элемент на международных соревнованиях. Первая одиночница в истории фигурного катания, которая набрала больше 85 баллов в короткой программе и больше 247 за общую сумму баллов. На соревнованиях среди взрослых она дважды побила рекорды баллов в короткой программе и единожды по общей сумме.

## Биография
Родилась 24 августа 2003 года в Москве. Отец Сергей был легкоатлетом. Мать Татьяна занималась фигурным катанием, но закончила из-за смены места жительства. У Алёны есть младший брат Степан.
С 1 сентября 2021 года является студенткой РГУФКСМиТ, направление — «Спорт», заочное отделение на бюджетной основе.

## Спортивная карьера

### Ранние годы
Начала заниматься фигурным катанием в 4 года в московской СДЮСШОР № 1 у тренера Марины Черкасовой. В это время фигуристка освоила базовые навыки катания. По словам Косторной, она изначально вообще не хотела кататься на коньках, а на каток её отправила мама. Будучи энергичным ребёнком, часто получала повреждения в результате падений, в результате этого врач предложил заниматься фигурным катанием, чтобы «научиться падать». В последующие четыре года ей понравилось кататься и она приняла решение заниматься дальше.
С сезона 2011—2012 тренировалась в центре спорта и образования «Самбо-70» в отделении «Конёк Чайковской» у тренера Елены Жгун. Тренировочный процесс был нацелен на культуру катания — скольжение, рёберность, переходы и вращения. По предложению тренера, Косторная посещала курсы актёрского мастерства, что позволило улучшить уровень катания. При работе с Еленой Жгун Косторная также начала осваивать первые для неё прыжки — двойные. По словам фигуристки, Жгун была требовательным тренером и хотела, чтобы на тренировках были проработаны все элементы.
Косторная с февраля 2017 года рассматривала возможность перехода в отделение «Хрустальный» в группу Этери Тутберидзе, так как хотела улучшения результатов. По её словам, на это решение также повлияло неудачное выступление на Первенстве России среди юниоров 2017 года, когда Алёне не покорились половина запланированного в произвольной программе: из семи прыжковых элементов судьи положительно оценили лишь изолированный двойной аксель и каскад из двойного акселя и тройного тулупа, а фигуристка заняла 16-е место, набрав лишь 103,48 балла в произвольной программе, и такое же место в сумме с результатом 161,25. Так как отделение «Конёк Чайковской» принадлежит к школе «Самбо-70», Алёна поддерживала связь с сильнейшими фигуристками «Хрустального» — Алиной Загитовой, Полиной Цурской, Евгенией Медведевой, Александрой Трусовой и Анной Щербаковой, а также посещала их тренировки в качестве зрителя. В том же году родители Алёны помогли ей оформить переход к Этери Тутберидзе, и после просмотра и испытательного срока Косторная окончательно стала тренироваться в «Хрустальном». По словам фигуристки, такой подход сильно отличался от тренировочного процесса в группе Елены Жгун. Занятия у Тутберидзе научили Косторную выкладываться «на сто процентов», чего не удавалось ранее. По словам Елены Жгун, они с Косторной «хорошо расстались» после совместной работы в течение шести сезонов.

### Сезон 2017—2018
Для короткой программы Алёны Косторной в новом сезоне было выбрано танго «Adios Nonino» композитора Астора Пьяццола, произвольная программа поставлена на музыку Уильяма Джозефа и рассказывает историю встречи, воспоминаний и последующих страданий героини, в образе которой выступает фигуристка. В сезоне 2017—2018 годов Алёна достигла возраста, когда ISU допускает спортсменов к участию в международных соревнованиях среди юниоров. Она дебютировала на этапе юниорского Гран-при в Польше, который выиграла с общей суммой 197,91 балла, обновив лучший результат в карьере. Затем последовал этап в Италии, на котором она заняла второе место, уступив 0,04 балла Софье Самодуровой. В финале Гран-при среди юниоров, проходившем в японском городе Нагое заняла второе место и завоевала серебряную медаль с новым личным рекордом 204,58, уступив Александре Трусовой 1,03 балла. Через полторы недели выступила на чемпионате России среди взрослых, где по сумме короткой и произвольной программ набрала 216,57 балла и завоевала бронзовую медаль.
В январе Алёна Косторная заняла второе место на юниорском первенстве России, уступив Трусовой 0,58 балла. 22 февраля победила в финале Кубка России с результатом 216,70 балла. В начале марта выступила на чемпионате мира среди юниоров проходившем в болгарском городе Софии, на котором заняла второе место, уступив только Александре Трусовой, исполнившей два четверных прыжка.

### Сезон 2018—2019
Хореограф Даниил Глейхенгауз в июне 2018 года объявил новые постановки Алёны Косторной на новый сезон. Для короткой программы, в которой фигуристка выступает в образе ангела, были выбраны мелодии композитора Макса Рихтера из телесериала «Оставленные». Произвольная программа поставлена по мотиву трагедии о Ромео и Джульетте, использована музыка из фильмов 1968 и 2003 годов, а также «Ромео + Джульетта» композиторов Абеля Корженёвского, Нино Рота и Крэйга Армстронга. Сезон 2018/2019 годов начала с выступлений на этапах серии юниорских Гран-при, проходивших в Чехии и Австрии, на которых завоевала две золотые медали, тем самым обеспечив себе место в финале серии. 6 декабря в канадском городе Ванкувере участвовала в финале Гран-при, на котором также выиграла золотую медаль. На своём втором чемпионате России среди взрослых после короткой программы занимала третье место с результатом 74,40 балла, в произвольной исполнила все элементы чисто, получив за программу 152,14 балла. В итоге, Алёна Косторная второй год подряд завоевала бронзовую медаль чемпионата, став третьей как в сумме, так и в произвольной программе.
В феврале выступила на юниорском первенстве России, на котором второй год подряд заняла второе место, тем самым получив возможность выступить на чемпионате мира среди юниоров, с которого ей пришлось сняться по медицинским показаниям.

### Сезон 2019—2020
Летом 2019 года Косторная рассказала о новой произвольной программе для сезона 2019—2020 — музыкальным сопровождением стали композиции из фильма «Сумерки», фигуристка предстанет в образе Беллы. Перед контрольными прокатами в сентябре стало известно, что короткая программа останется с прошлого сезона. Косторная дебютировала среди взрослых спортсменов, начав с выступления на турнире серии «Челленджер» — Finlandia Trophy, где она заняла первое место. В начале ноября выступила на французском этапе Гран-при с результатом в 236,00 баллов заняла первое место, обойдя Алину Загитову (216,06 балла) и американку Мэрайю Белл (212,89 балла). При этом в произвольной программе Косторная установила личный рекорд — 159,45 балла. На церемонии награждения этого этапа произошла забавная ситуация: глава метрополии Гренобля Кристоф Феррари вручил золотую медаль американке Мэрайе Белл, занявшей третье место. Поняв произошедшую ошибку, Белл быстро сориентировалась: сняла с шеи золотую медаль и собственноручно надела её на шею Косторной. В конце ноября выступила японском этапе Гран-при, где также заняла первое место с общей суммой баллов 240,00, обойдя японку Рику Кихиру (231,84 балла) и Алину Загитову (217,99 балла). При этом в короткой программе Косторная установила мировой рекорд — 85,04 балла. В декабре выступила в финале серии, где в короткой программе побила собственный мировой рекорд с результатом 85,45 балла, в произвольной программе набрала 162,14 балла, в итоге установив мировой рекорд по сумме двух программ — 247,59 балла, и тем самым завоевала золотую медаль. В конце декабря выступила на чемпионате России проходившем в Красноярске, занимая промежуточное первое место после короткой программы с результатом 89,96 балла. В произвольной программе заняла второе место, чисто исполнив два тройных акселя, но допустила мелкие ошибки на приземлении двойного акселя и тройного тулупа, не сумев удержать преимущество почти в десять баллов. Таким образом, Косторная завоевала серебряную медаль с итоговой суммой 259,83 балла.
В начале января 2020 Косторная выступила в шоу «Bolzano Passion Gala» в Италии. Во время чемпионата Европы в Граце Косторная рассказала, что за время новогодних праздников выросла на три сантиметра, из-за чего возникли сложности в тренировочном процессе и приходилось «заново учиться прыгать». Тем не менее в короткой программе фигуристка не допустила ошибок и получила от судей 84,92 балла, заняв первое место с преимуществом в 6,97 балла над Анной Щербаковой. Она стала единственной, кто исполнил тройной аксель. На следующий день в произвольной программе Косторная исполнила чисто все прыжковые элементы кроме тройного лутца, с которого упала. При этом ей вновь покорились оба тройных акселя. Косторная получила за прокат 155,89 балла, и хотя уступила Анне Щербаковой в произвольной программе, запаса после короткой ей хватило для того, чтобы с суммой 240,81 балла стать чемпионкой Европы. В конце февраля фигуристка выступила в шоу в Москве, где также принимали участие другие фигуристы «Хрустального». В марте стало известно, что чемпионат мира в канадском Монреале не состоится из-за пандемии COVID-19, а Косторная отметила, что несмотря на это продолжает тренироваться.
11 июля 2020 года Алёна Косторная получила премию Международного союза конькобежцев лучшему новичку. Также на приз были номинированы Александра Трусова и кореянка Ю Ён. 31 июля стало известно, что Косторная покидает «Самбо-70», а новым её тренером стал Евгений Плющенко.

### Сезон 2020—2021
В июле 2020 года Косторная объявила о переходе в академию «Ангелы Плющенко», после чего ей были поставлены новые программы. Причиной смены тренеров её бывший наставник Этери Тутберидзе назвала высокие требования Косторной. Сама спортсменка рассказала о стеснённых условиях на тренировках в группе Тутберидзе и о своём недовольстве новой короткой программой, поставленной Даниилом Глейхенгаузом. Основным тренером фигуристки в академии «Ангелы Плющенко» стал бывший сотрудник «Хрустального» Сергей Розанов, с которым Косторной было уже привычно работать.
В короткой программе на открытых прокатах Косторная исполнила двойной аксель, затем с помаркой прыгнула тройной лутц, завершив прыжковую часть каскадом тройной флип — тройной тулуп. Фигуристка не стала добавлять элемент ультра-си тройной аксель, который прыгала в короткой и произвольной программах в прошлом сезоне, так как, по словам её нового тренера: «…она пришла не так давно. К тому же, у неё была травма, нет смысла рисковать, сезон только начинается. После прокатов будем готовить тройной аксель…». Произвольную программу она не исполняла, снявшись с выступлений. Снятие было объяснено тем, что программа ещё сырая из-за малого количества времени, прошедшего с момента перехода.
8-9 ноября 2020 года Алёна Косторная приняла участие в четвёртом этапе «Кубка России» по фигурному катанию, где заняла 2 место, уступив Александре Трусовой. На этом соревновании Алёна представила новую произвольную программу от популярного хореографа Ше-Линн Бурн.
Затем 20-21 ноября состоялся этап Гран-при в Москве, по итогам которого Алёна Косторная также взяла «серебро», набрав в сумме за две программы 220,78 баллов.
Далее Алёна не смогла принять участие в заключительном этапе «Кубка России» из-за положительного теста на коронавирус. Затем Косторная снялась с Чемпионата России, а позднее и с «Кубка Первого Канала». Накануне Финала Кубка России, где Косторная надеялась отобраться в сборную России на чемпионат мира 2021, было принято решение поставить новые программы. Постановщиком произвольной программы опять становится Ше-Линн Бурн. По результатам соревнований Косторная набрала 210,20 баллов и заняла 6 место, что лишило её шансов претендовать на квоту для участия в Чемпионате мира. В интервью Первому Каналу Алёна Косторная призналась «6 место в Финале Кубка России — это не то, чтобы обидно, это знак. Знак, что ты не просто „что-то сделал не так“, а что у тебя все в жизни не так. И это нужно менять».
6 марта Первый Канал заявил о возвращении Косторной к своему бывшему тренеру Тутберидзе на условиях «испытательного срока». Даниил Глейхенгауз и Яна Рудковская сообщали о неких невыполненных финансовых обязательствах Косторной перед бывшими тренерами, однако Евгений Плющенко эту информацию опроверг.

### Сезон 2021—2022
Для сезона 2021—2022 Алёне Косторной поставили короткую программу под мелодию в стилистике блюза — композицию «Am I the one» певицы Бет Харт. Для произвольной программы использована нарезка из «Времён года Вивальди». На предсезонных контрольных прокатах, прошедших 11—12 сентября в Челябинске, Косторная дважды пошла на тройной аксель: в короткой программе прыжок не удался, зато в произвольной Алёна удачно приземлила свой коронный прыжок.
В октябре 2021 года Косторная выступила на международном турнире серии «Челленджер» Finlandia Trophy. Короткую программу откатала с лишь с двойным акселем, прыгнула тройной лутц и каскад тройной флип-тройной тулуп, набрала 78,61 балла, заняла промежуточное второе место. Произвольную программу фигуристка начала с тройного акселя, исполнив его с недокрутом и допустила помарку на тройном лутце, набрала 140,22 балла и заняла 4 место по итогам произвольной программы. По итогу двух программ стала третьей и получила бронзовую медаль турнира. Вместе с победителем турнира Камилой Валиевой и Елизаветой Туктамышевой, ставшей второй, российские фигуристки завоевали весь пьедестал почёта в финском Эспоо.
Несмотря на трудности с оформлением документов, в конце октября фигуристка прилетела в Канаду для участия во втором этапе серии Гран-при, где представила новую короткую программу под песню Лайзы Минелли «New York, New York». Судьи поставили спортсменке 75,58 балла, отметив недокрут при исполнении тройного акселя и некачественное вращение в конце программы, оценив дорожку шагов на второй уровень сложности. По итогам короткой программы Алёна Косторная занимала третье промежуточное место с результатом на 9,76 балла меньше мирового рекорда, установленного ею в финале Гран-при в 2019 году. В новой произвольной программе под композицию Билли Айлиш «Lovely» Алёна выполнила тройной аксель с недокрутом и степ-аутом, получила 214,54 балла по сумме двух программ заняла итоговое третье место.
В ноябре Алёна выступила на пятом этапе серии Гран-при Internationaux de France, где в короткой программе исполнила двойной аксель, тройной лутц и каскад из тройных флипа и тулупа. Откаталась без ошибок и занимала второе промежуточное место с результатом 76,44 балла, уступая Анне Щербаковой 1,5 балла. На следующий день в начале произвольной программы фигуристка попыталась исполнить тройной аксель, но упала при приземлении, остальные прыжки уверенно исполнила на высокой скорости и сохранила второе место, набрав в произвольной 145,41 балла и 221,85 балла за две программы. Алёна Косторная показала прогресс в сезоне и получила серебряную медаль турнира.
По итогам шести этапов серии Гран-при Алёна Косторная стала одной из пяти российских одиночниц, отобравшихся в финал серии, который должен был состояться с 9 по 12 декабря в японской Осаке. В начале декабря стало известно, что финал Гран-при не состоится по причине закрытия японским правительством границ страны для иностранцев из-за угрозы распространения омикрон-штамма коронавирусной инфекции. 13 декабря Федерация фигурного катания на коньках России сообщила, что Алёна пропустит чемпионат России 2022 из-за травмы руки.
В марте 2022 года спортсменка второй раз ушла из «Самбо-70», перейдя в ЦСКА к Елене Буяновой. По словам Косторной, инициатива перехода была её прошлого тренера Этери Тутберидзе.

### Сезон 2022—2023
В начале сезона Косторная перенесла операцию на бедре и в сезоне не соревновалась. Несмотря на паузу в спортивной карьере, она участвовала в некоторых шоу, где начала пробовать себя в парном катании с Георгием Куницей. В свете этого сотрудничество с Буяновой тоже не оказалось долгим. В начале 2023 года бывший тренер Косторной объявила, что Алёна ушла в парное катание и её новым тренером будет Сергей Росляков, а партнёром Георгий Куница.

## Вне спорта
Алёна Косторная находится в отношениях со своим партнёром на льду Георгием Куницей. В мае 2023 года Георгий Куница сделал предложение руки и сердца Алёне Косторной. 12 августа 2023 года Косторная и Куница официально стали мужем и женой. 26 апреля 2025 года пара объявила, что ждет первенца.
В апреле 2023 года подверглась санкциям со стороны властей Украины: указ о введении санкций предусматривает блокировку активов, запрет на ведение предпринимательской деятельности и покупку недвижимости, а также запрет на въезд на Украину в течение 50 лет.

## Стиль катания
Несмотря на то, что Косторную эксперты и любители фигурного катания часто неразрывно связывают с другими фигуристками группы Этери Тутберидзе — Александрой Трусовой и Анной Щербаковой, её катание выделяется за счёт хорошего владения коньком, артистизмом, а также сильной техники — Косторная владеет тройным акселем, который является одним из сложнейших элементов в женском фигурном катании. В начале 2019 года бывшая российская фигуристка Мария Бутырская отметила, что Косторная в ближайшие три года станет первым номером в мире, а свойственный для многих фигуристок группы Тутберидзе ранний упадок результатов ей не грозит. Олимпийская чемпионка Тара Липински назвала Алёну Косторную надеждой женского катания, отметив её как «фигуристку, которая доказывает, что можно добиться технического превосходства, исполняя тройные аксели и, полагаю, четверные в будущем. При этом она не забывает о балансе, за который мы любим фигурное катание: качество скольжения и эмоции».
Косторная по ходу карьеры усложняет программы, осваивая всё более сложные прыжки. Так, с 2019 года она стала исполнять тройной аксель, а в конце 2019 года начала тренировать четверной сальхов.

## Программы

### В парном катании с Георгием Куницей
| Сезон     | Короткая программа | Произвольная программа | Показательные номера |
| --------- | --- | --- | -------------------- |
| 2023—2024 | - «The Departure (Lullaby)» (из сериала «Оставленные») Макс Рихтер - «Wait For Me» Лука Д’Альберто хореогрф-постановщик: Бетина Попова - «Crazy in Love» (из фильма «Пятьдесят оттенков серого») Бейонсе в исполнении Kadebostany хореограф-постановщик Бетина Попова | - «Голодные игры»: - «Yellow Flicker Beat» Лорд - «The Hunger Games» DJ Blue - «The Hanging Tree» в исполнении Дженнифер Лоуренс хореограф-постановщик Бетина Попова |                      |

### В одиночном катании
| Сезон     | Короткая программа | Произвольная программа | Показательные номера |
| --------- | --- | --- | --- |
| 2021—2022 | - «New York, New York» Кэри Маллиган и Лиз Каплан (из фильма «Стыд») - «New York, New York» Лайза Миннелли (из фильма «Нью-Йорк, Нью-Йорк») - «Am I The One» Бет Харт | - «Lovely» (cover) в исполнении ItsAMoney - «Lovely» Билли Айлиш и Халид - «Lovely» (remix) в исполнении galpe - «Времена года: Зима» Антонио Вивальди | - «Там нет меня» Севара - «You Don’t Own Me» SayGrace и G-Eazy (из фильма «Отряд самоубийц») - «Boss Bitch» Doja Cat (из фильма «Хищные птицы: Потрясающая история Харли Квинн») - «Eyes on Fire» Blue Foundation - «Supermassive Black Hole» Muse (из фильма «Сумерки») |
| 2020—2021 | - «Времена года: Зима» Антонио Вивальди - «No Time To Die» Билли Айлиш - «you should see me in a crown» Билли Айлиш хореограф-постановщик Сергей Розанов              | - «My Way» - «Yellow Moon» Лука Д'Альберто - «Wayward Sisters» (из фильма «Под покровом ночи») - «Dance for Me Wallis» (из фильма «МЫ. Верим в любовь») - «The Cheek of Night» (из фильма «Ромео и Джульетта») Абель Коженёвский хореограф-постановщик Ше-Линн Бурн    | - «Someone like you» Адель - «Rolling in the Deep» Адель |
| 2019—2020 | - «Departures (Lullaby)» Макс Рихтер (из сериала «Оставленные») - «November» Макс Рихтер                                                                              | - «New Moon (The Meadow)» Александр Деспла (из фильма «Сумерки. Сага. Новолуние») - «Eyes on Fire» Blue Foundation - «Supermassive Black Hole» Muse (из фильма «Сумерки»)                                                                                              | - «Never Tear Us Apart» Bishop Briggs (из фильма «Пятьдесят оттенков свободы») |
| 2018—2019 | - «Departures (Lullaby)» Макс Рихтер (из сериала «Оставленные») - «November» Макс Рихтер                                                                              | - «Kissing You» Крэйг Армстронг (из фильма «Ромео + Джульетта») - «Forbidden Love» Абель Коженёвский (из фильма «Ромео и Джульетта» (2013 года)) - «Love Theme from Romeo and Juliet» Нино Рота в исполнении Генри Манчини (из фильма «Ромео и Джульетта» (1968 года)) | - «Eyes on Fire» Blue Foundation - «Supermassive Black Hole» Muse (из фильма «Сумерки») - «Adios Nonino» Астор Пьяцолла в исполнении Пабло Циглера |
| 2017—2018 | - «Dos Cadencias Sobre „Adios Nonino“» Астор Пьяцолла в исполнении Пабло Циглера                                                                                      | - «Stella’s Theme» Уильям Джозеф | - «Dos Cadencias Sobre „Adios Nonino“» Астор Пьяцолла в исполнении Пабло Циглера - «Кармен» в исполнении Виртуозов Москвы |
| 2016—2017 | - «Кармен» в исполнении Виртуозов Москвы | - «Les Valses de Vienne» Франсуа Фельдман | |
| 2015—2016 | - «Кармен» в исполнении Виртуозов Москвы | - «Maktub» Маркус Виана | |
| 2014—2015 | - «Rhapsody in Rock IV» Роберт Уэллс | - «Maktub» Маркус Виана | |

## Спортивные достижения

### В парном катании с Георгием Куницей
| Национальные                   | Национальные |
| Соревнования                   | 23/24        |
| ------------------------------ | ------------ |
| Чемпионат России               | 9            |
| Этапы Гран-при России. II этап | 4            |
| Этапы Гран-при России. VI этап | 5            |

### В одиночном катании
| Соревнование                             | 16/17                        | 17/18                        | 18/19                        | 19/20                        | 20/21                        | 21/22                        |
| Международные индивидуальные             | Международные индивидуальные | Международные индивидуальные | Международные индивидуальные | Международные индивидуальные | Международные индивидуальные | Международные индивидуальные |
| ---------------------------------------- | ---------------------------- | ---------------------------- | ---------------------------- | ---------------------------- | ---------------------------- | ---------------------------- |
| Чемпионаты мира                          |                              |                              |                              | С                            |                              |                              |
| Чемпионаты Европы                        |                              |                              |                              | 1                            |                              |                              |
| Финалы Гран-при                          |                              |                              |                              | 1                            |                              | C                            |
| Этапы Гран-при. Internationaux de France |                              |                              |                              | 1                            |                              | 2                            |
| Этапы Гран-при. NHK Trophy               |                              |                              |                              | 1                            |                              |                              |
| Этапы Гран-при. Rostelecom Cup           |                              |                              |                              |                              | 2                            |                              |
| Этапы Гран-при. Skate Canada             |                              |                              |                              |                              |                              | 3                            |
| Челленджеры. Finlandia Trophy            |                              |                              |                              | 1                            |                              | 3                            |
| Национальные                             |                              |                              |                              |                              |                              |                              |
| Чемпионаты России                        |                              | 3                            | 3                            | 2                            |                              |                              |
| Первенство России среди юниоров          | 16                           | 2                            | 2                            |                              |                              |                              |
| Финалы Кубка России                      |                              | 1                            |                              |                              | 6                            |                              |
| Этапы Кубка России. I этап               | 3 юн.                        |                              |                              |                              |                              |                              |
| Этапы Кубка России. II этап              | 7 юн.                        |                              |                              |                              |                              |                              |
| Этапы Кубка России. IV этап              |                              | 1                            | 2                            |                              | 2                            |                              |
| Этапы Кубка России. V этап               |                              | 1                            |                              |                              |                              |                              |
| Международные среди юниоров              |                              |                              |                              |                              |                              |                              |
| Чемпионаты мира среди юниоров            |                              | 2                            |                              |                              |                              |                              |
| Финалы юниорского Гран-при               |                              | 2                            | 1                            |                              |                              |                              |
| Этапы юниорского Гран-при. Австрия       |                              |                              | 1                            |                              |                              |                              |
| Этапы юниорского Гран-при. Италия        |                              | 2                            |                              |                              |                              |                              |
| Этапы юниорского Гран-при. Польша        |                              | 1                            |                              |                              |                              |                              |
| Этапы юниорского Гран-при. Чехия         |                              |                              | 1                            |                              |                              |                              |

### Подробные результаты
Примечание. Цветом выделены медали. На чемпионатах ИСУ награждают малыми медалями за короткую и произвольную программу. 
Текущие мировые рекорды по системе ИСУ выделены жирным курсивом, предыдущие — жирным.
| Дата                       | Соревнование                                    | КП            | ПП            | Сумма         |
| Сезон 2021—22              | Сезон 2021—22                                   | Сезон 2021—22 | Сезон 2021—22 | Сезон 2021—22 |
| -------------------------- | ----------------------------------------------- | ------------- | ------------- | ------------- |
| 19—21 ноября 2021          | Этапы Гран-при. Internationaux de France 2021   | 2 76,44       | 2 145,41      | 2 221,85      |
| 29—31 октября 2021         | Этапы Гран-при. Skate Canada International 2021 | 3 75,58       | 4 138,96      | 3 214,54      |
| 7—10 октября 2021          | Челленджеры. Finlandia Trophy 2021              | 2 78,61       | 4 140,22      | 3 218,83      |
| Сезон 2020—21              |                                                 |               |               |               |
| 26 февраля—2 марта 2021    | Финал Кубка России 2020/2021                    | 6 70,14       | 6 140,06      | 6 210,20      |
| 20—22 ноября 2020          | Этапы Гран-при. Rostelecom Cup 2020             | 1 78,84       | 2 141,94      | 2 220,78      |
| 8—9 ноября 2020            | Этапы Кубка России. IV этап — Казань            | 1 78,15       | 2 148,16      | 2 226,31      |
| Сезон 2019—20              |                                                 |               |               |               |
| 20—26 января 2020          | Чемпионат Европы 2020                           | 1 84,92       | 2 155,89      | 1 240,81      |
| 24—29 декабря 2019         | Чемпионат России 2020                           | 1 89,86       | 2 169,97      | 2 259,83      |
| 5—8 декабря 2019           | Финал Гран-при 2019/2020                        | 1 85,45       | 2 162,14      | 1 247,59      |
| 22—24 ноября 2019          | Этапы Гран-при. NHK Trophy 2019                 | 1 85,04       | 1 154,96      | 1 240,00      |
| 1—3 ноября 2019            | Этапы Гран-при. Internationaux de France 2019   | 1 76,55       | 1 159,45      | 1 236,00      |
| 11—13 октября 2019         | Челленджеры. Finlandia Trophy                   | 1 77,25       | 1 157,59      | 1 234,84      |
| Сезон 2018—19              |                                                 |               |               |               |
| 2—4 февраля 2019           | Первенство России среди юниоров 2019            | 1 79,97       | 2 150,82      | 2 230,79      |
| 19—23 декабря 2018         | Чемпионат России 2019                           | 3 74,40       | 3 152,14      | 3 226,54      |
| 6—9 декабря 2018           | Финал юниорского Гран-при 2018                  | 1 76,32       | 1 141,66      | 1 217,98      |
| 26—29 сентября 2018        | Этапы юниорского Гран-при. Чехия 2018           | 1 70,24       | 1 128,14      | 1 198,38      |
| 30 августа—1 сентября 2018 | Этапы юниорского Гран-при. Австрия 2018         | 1 71,08       | 1 132,42      | 1 203,50      |
| Сезон 2017—18              |                                                 |               |               |               |
| 5—11 марта 2018            | Чемпионат мира среди юниоров 2018               | 2 71,63       | 2 135,76      | 2 207,39      |
| 23—26 января 2018          | Первенство России среди юниоров 2018            | 3 69,88       | 1 141,63      | 2 211,51      |
| 21—24 декабря 2017         | Чемпионат России 2018                           | 4 73,59       | 4 142,98      | 3 216,57      |
| 7—10 декабря 2017          | Финал юниорского Гран-при 2017                  | 2 71,65       | 1 132,93      | 2 204,58      |
| 11—14 октября 2017         | Этапы юниорского Гран-при. Италия 2017          | 1 67,72       | 2 124,43      | 2 192,15      |
| 4—7 октября 2017           | Этапы юниорского Гран-при. Польша 2017          | 1 69,16       | 2 128,75      | 1 197,91      |

### Мировые рекорды среди взрослых
| Дата                           | Баллы                        | Соревнование                 | Примечание |
| Рекорды в короткой программе   | Рекорды в короткой программе | Рекорды в короткой программе | Рекорды в короткой программе                                                                                        |
| ------------------------------ | ---------------------------- | ---------------------------- | --- |
| 6 декабря 2019                 | 85,45                        | Финал Гран-При 2019/2020     | Обновлён собственный рекорд. Рекорд был превзойдён Камилой Валиевой на этапе Гран-при Rostelecom Cup 2021.          |
| 22 ноября 2019                 | 85,04                        | NHK Trophy 2019              | Предыдущий рекорд принадлежал Рики Кихире.                                                                          |
| Рекорды по сумме двух программ |                              |                              | |
| 7 декабря 2019                 | 247,59                       | Финал Гран-При 2019/2020     | Предыдущий рекорд принадлежал Александре Трусовой. Рекорд был превзойдён Камилой Валиевой на Finlandia Trophy 2021. |

### Мировые рекорды среди юниорок
| Дата                                                    | Баллы                                      | Соревнование                               | Примечание                                                                                      |
| Рекорды в короткой программе среди юниорок              | Рекорды в короткой программе среди юниорок | Рекорды в короткой программе среди юниорок | Рекорды в короткой программе среди юниорок                                                      |
| ------------------------------------------------------- | ------------------------------------------ | ------------------------------------------ | ----------------------------------------------------------------------------------------------- |
| 6 декабря 2018                                          | 76,32                                      | Финал юниорского Гран-при 2018/2019        | Текущий мировой рекорд среди юниорок.                                                           |
| Рекорды в произвольной программе среди юниорок          |                                            |                                            |                                                                                                 |
| 1 сентября 2018                                         | 132,42                                     | Этап юниорского Гран-при в Австрии 2018    | Рекорд превзойдён Александрой Трусовой на этапе юниорского Гран-при в Литве 2018                |
| Исторические рекорды в короткой программе среди юниорок |                                            |                                            |                                                                                                 |
| 7 декабря 2017                                          | 71,65                                      | Финал юниорского Гран-при 2017/2018        | Превзойдён рекорд Алины Загитовой. Рекорд обновлён Александрой Трусовой на том же соревновании. |

## Ведомственные награды
- Мастер спорта России (2016)[124].
- Мастер спорта России международного класса (2020)[125].